# House of Sand and Fog
 House of Sand and Fog és una pel·lícula estatunidenca dirigida per Vadim Perelman, estrenada el 2003. És una adaptació de la novel·la homònima d'Andre Dubus III.

## Argument
Kathy Nicolo viu en una casa vora el mar, que li ha estat llegada pel seu pare. La solitud la rosega: el seu company l'ha deixat i la seva família l'abandona completament.
Un matí, dos uixers i un policia arriben a la casa de Kathy amb una ordre d'expulsió. Víctima d'un greu error administratiu, Kathy ni tan sols té temps de reclamar cap reparació i la seva casa és posada a subhasta.
Massoud Amir Behrani és un antic coronel de l'exèrcit del shah de l'Iran que ho ha perdut tot fugint del país. Intenta com pot tornar a la seva vida i la de la seva família. Un dia, descobreix al diari que una casa és subhastada. Aquesta modesta adquisició és l'ocasió per a ell d'acabar amb les feines ingrates i d'entreveure una vida millor. Refà llavors la propietat i projecta de revendre-la a un bon preu.
Kathy pensa recuperar-la, amb l'ajuda del xèrif adjunt, Lester Burdon. Aquesta casa és tot el que li queda. Però Massoud no pensa el mateix. Una situació de la qual ningú no sortirà indemne.

## Repartiment
- Jennifer Connelly: Kathy
- Ben Kingsley: Behrani
- Ron Eldard: Lester
- Frances Fisher: Connie Walsh
- Kim Dickens: Carol Burdon
- Shohreh Aghdashloo: Nadi
- Jonathan Ahdout: Esmail
- Navi Rawat: Soraya
- Carlos Gómez: Tinent Alvarez
- Kia Jam: Ali
- Jaleh Modjallal: Yasmin
- Samira Damavandi: Soraya, de petita
- Matthew Simonian: Esmail, de petita
- Namrata Singh Gujral: Wedding Guest (com Namrata S. Gurjal-Cooper)
- Al Faris: Wedding Guest

## Premis i nominacions

### Nominacions
- 2004. Oscar al millor actor per Ben Kingsley
- 2004. Oscar a la millor actriu secundària per Shohreh Aghdashloo
- 2004. Oscar a la millor banda sonora per James Horner
- 2004. Globus d'Or al millor actor dramàtic per Ben Kingsley